# 上倫霍芬

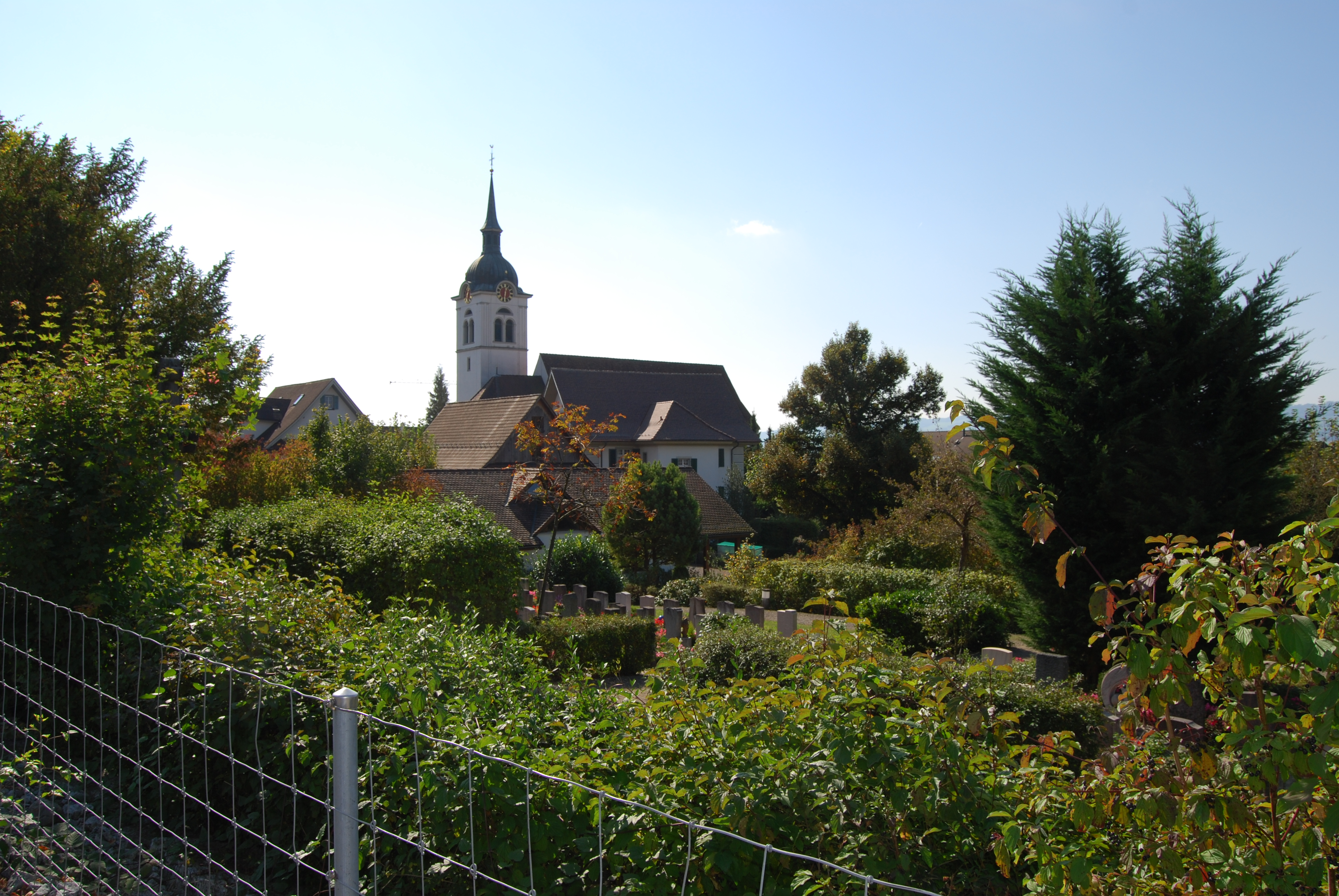

上倫霍芬是瑞士的城鎮，位於該國北部，由阿爾高州負責管轄，面積3.25平方公里，海拔高度442米，2012年人口1,960，一半人口信奉羅馬天主教，人口密度每平方公里603人。